# ISO 11940-2
ISO 11940-2 là một tiêu chuẩn ISO để đơn giản hóa mã ngôn ngữ Thái Lan thành các ký tự Latinh.
Tiêu chuẩn đầy đủ ISO 11940-2:2007 bao gồm các luật phát âm và bảng chuyển đổi nguyên âm và phụ âm Thái Lan. Nó là phần tiếp theo ISO 11940, mô tả cách biến đổi sự chuyển ngữ thành một dạng phiên mã mở rộng.

## Quy tắc
Tiêu chuẩn ISO 11940 (được đổi tên thành 11940-1) định nghĩa chuyển ngữ Thái Lan một cách nghiêm ngặt và có thể đảo ngược sang các ký tự Latinh bằng một loạt các dấu chấm. Kết quả không giống với phát âm tiếng Thái. Tiêu chuẩn bổ sung ISO 11940-2 mô tả một tập hợp các quy tắc để chuyển đổi từ hệ thống theo tiêu chuẩn ISO 11940 dựa trên bản đồ Thái thành một phiên âm rộng dựa trên cách phát âm, chỉ sử dụng các chữ cái Latin không được trang trí. Tất cả thông tin về chiều dài nguyên âm và âm tiết sẽ giảm xuống, cũng như sự phân biệt giữa IPA / o / và / ɔ /.

### Tính năng
Mặc dù tiêu chuẩn được mô tả như là một thủ tục hành động trên chính tả của tiếng Thái, hệ thống dựa trên cách phát âm. Do đó, các quy tắc của nó có thể được mô tả bằng thuật ngữ tiếng Thái. Các tính năng nổi bật của tiêu chuẩn ISO 11940-2 bao gồm:
- chỉ sử dụng các chữ cái chưa sửa đổi từ bảng chữ cái Latinh; không dấu.
- tất cả các nguyên âm và vần điệu chỉ sử dụng các nguyên âm: ⟨a⟩, ⟨e⟩, ⟨i⟩, ⟨o⟩, ⟨u⟩
  - các ký tự đơn ⟨a⟩, ⟨e⟩, ⟨i⟩, ⟨o⟩, ⟨u⟩ là các nguyên âm đơn giản có cùng giá trị như trong bảng ngữ âm chữ cái quốc tế (IPA)
  - ⟨ae⟩, ⟨oe⟩, ⟨ue⟩ âm thanh như / ɛ, ɤ, ɯ / tương ứng (và có lẽ được lựa chọn cho sự giống nhau của chúng với các phần tử IPA: / æ, œ, ɯ /)
  - chữ ghép với đuôi ⟨a⟩, ⟨i⟩, ⟨o⟩ là các nguyên âm đôi, được biểu thị bởi / a, j, w / tương ứng trong IPA
- sử dụng phụ âm như trong IPA, ngoại trừ:
  - sử dụng ⟨c⟩ cho / tɕ /
  - chữ ghép với ⟨h⟩ (⟨ph⟩, ⟨th⟩, ⟨kh⟩, ⟨ch⟩) được bật hơi (/ pʰ, tʰ, kʰ, tɕʰ /) phụ âm, để phân biệt chúng với ⟨p⟩, ⟨t ⟩, ⟨k⟩, ⟨c⟩ (/ p, t, k, tɕ /)
  - sử dụng ⟨ng⟩ cho / ŋ /, như trong tiếng Anh
  - sử dụng ⟨y⟩ cho / j /, như trong tiếng Anh
  - sử dụng ⟨'⟩ để dừng ngắt quãng / ʔ /, xảy ra như khi một âm tiết bắt đầu bằng một nguyên âm

Sự ghi chép lại theo cách phát âm, không phải là chính tả Thái, đặc biệt đáng chú ý ở phụ âm cuối cùng. Nguyên âm được phiên âm theo thứ tự như đã được phát âm, không phải là viết bằng chữ Thái. Động từ nguyên mẫu, không được viết bằng tiếng Thái, được chèn vào như đã được phát âm. Trường hợp âm câm được bỏ qua.

## Kết quả
Kết quả áp dụng các quy tắc được mô tả trong tiêu chuẩn gần như giống hệt với phiên mã được quy định bởi Hệ thống Chuyển đổi Cung điện Hoàng gia Thái Lan. Một ngoại lệ là trước một nguyên âm nguyên âm của ⟨'⟩, đại diện cho phụ âm null อ, không cần phải chèn một dấu gạch ngang bằng một số từ để bảo toàn khoảng cách giữa các âm tiết. 
Ngoại lệ khác là duy trì đặc tính khát vọng của affricate miệng-miệng. Vì vậy, trong khi tiếng Thái ฉ, ช, và ฌ được đại diện bởi ⟨ch⟩ như trong RTGS, kí tự จ được viết là ⟨c⟩.

## Chi tiết

### Phụ âm

#### Chữ viết tắt
Trong mỗi ô bên dưới đây, dòng đầu tiên cho biết Âm Alphabet Quốc tế (IPA), dòng thứ hai cho biết các kí tự Thái ở vị trí ban đầu (một số chữ cái xuất hiện trong cùng một ô có cách phát âm giống hệt nhau). Dòng thứ ba hiển thị bản dịchh theo ISO 11940-2.
|               |               | Âm môi        | âm phế quản         | Âm vòm miệng   | Âm vòm mềm        | Âm tắc thanh hầu |
| ------------- | ------------- | ------------- | ------------------- | -------------- | ----------------- | ---------------- |
| Âm mũi        | Âm mũi        | [m] ม m       | [n] ณ,น n           |                | [ŋ] ง ng          |                  |
| Dừng          | tenuis        | [p] ป p       | [t] ฏ,ต t           | [tɕ] จ c       | [k] ก k           | [ʔ] อ '          |
| Dừng          | Âm bật hơi    | [pʰ] ผ,พ,ภ ph | [tʰ] ฐ,ฑ,ฒ,ถ,ท,ธ th | [tɕʰ] ฉ,ช,ฌ ch | [kʰ] ข,ฃ,ค,ฅ,ฆ kh |                  |
| Dừng          | voiced        | [b] บ b       | [d] ฎ,ด d           |                |                   |                  |
| Phụ âm xát    | Phụ âm xát    | [f] ฝ,ฟ f     | [s] ซ,ศ,ษ,ส s       |                |                   | [h] ห,ฮ h        |
| Gần giống như | Gần giống như | [w] ว w       | [l] ล,ฬ l           | [j] ญ,ย y      |                   |                  |
| Âm rung       | Âm rung       |               | [r] ร r             |                |                   |                  |

#### Những âm cuối cùng
Trong số các phụ âm, ngoại trừ phụ âm ฃ và ฅ, thì sáu phụ âm (ฉ ผ ฝ ห อ ฮ) không thể được dùng như một chữ cuối cùng và 36 phụ âm khác đổ vào một kho mục rất nhỏ của âm thanh phụ âm cuối cùng có thể và các chữ cái Latinh tương ứng. Phụ âm ย và ว khi sử dụng như là âm kết thúc, tạo thành từ hai âm và ba âm với nguyên âm trước, và ISO 11940-2 sử dụng các nguyên âm i và o trong những trường hợp như vậy.
|               | Âm môi          | Âm phế quản                              | Âm vòm miệng | Âm vòm mềm    |
| ------------- | --------------- | ---------------------------------------- | ------------ | ------------- |
| Âm mũi        | [m] ม m         | [n] ญ,ณ,น,ร,ล,ฬ n                        |              | [ŋ] ง ng      |
| Dừng          | [p] บ,ป,พ,ฟ,ภ p | [t] จ,ช,ซ,ฌ,ฎ,ฏ,ฐ,ฑ, ฒ,ด,ต,ถ,ท,ธ,ศ,ษ,ส t |              | [k] ก,ข,ค,ฆ k |
| Gần giống như | [w] ว o         |                                          | [j] ย i      |               |

### Nguyên âm
Các nguyên âm cơ bản của tiếng Thái, từ trước ra sau và từ đóng đến mở được thể hiện trong bảng sau. Mục đầu trong mỗi ô là biểu tượng từ bảng chữ cái ngữ âm quốc tế, mục thứ hai cho phép đánh vần trong bảng chữ cái tiếng Thái, trong đó dấu gạch ngang (-) cho biết vị trí của phụ âm đầu tiên sau khi nguyên âm được phát âm. Dấu gạch ngang thứ hai chỉ ra rằng phụ âm cuối cùng phải tuân theo. Dòng thứ ba chứa ký hiệu ISO 11940 được sử dụng.
|                | Trước          | Trước          | Sau            | Sau      | Sau      | Sau     |
| Không tròn môi | Không tròn môi | Không tròn môi | Không tròn môi | tròn môi | tròn môi |         |
| Ngắn           | Dài            | Ngắn           | Dài            | Ngắn     | Dài      |         |
| -------------- | -------------- | -------------- | -------------- | -------- | -------- | ------- |
| Đóng           | /i/ -ิ          | /iː/ -ี         | /ɯ/ -ึ          | /ɯː/ -ื-  | /u/ -ุ    | /uː/ -ู  |
| Đóng           | i              | i              | ue             | ue       | u        | u       |
| Đóng một nửa   | /e/ เ-ะ        | /eː/ เ-        | /ɤ/ เ-อะ       | /ɤː/ เ-อ | /o/ โ-ะ  | /oː/ โ- |
| Đóng một nửa   | e              | e              | oe             | oe       | o        | o       |
| Mở một nửa     | /ɛ/ แ-ะ        | /ɛː/ แ-        |                |          | /ɔ/ เ-าะ | /ɔː/ -อ |
| Mở một nửa     | ae             | ae             |                |          | o        | o       |
| Mở             |                |                | /a/ -ะ, -ั-     | /aː/ -า  |          |         |
| Mở             |                | a              |                |          |          |         |

Các nguyên âm Thái có các cặp dài - ngắn, tạo thành các âm tiết khác biệt, nhưng ISO 11940-2 đại diện cho cả hai cùng một ký hiệu. Cũng có hai âm tiết IPA o và ɔ sử dụng chung một chữ Latin duy nhất o.
Các nguyên âm cơ bản có thể được kết hợp thành hai và ba âm điệu
Cơ bản nguyên âm có thể được kết hợp thành mỹ và quyền.
| Dài  | Dài   | Ngắn              | Ngắn | ISO 11940-2 |
| Thai | IPA   | Thai              | IPA  | ISO 11940-2 |
| ---- | ----- | ----------------- | ---- | ----------- |
| –าว  | /aːw/ | เ–า               | /aw/ | ao          |
| เ–ว  | /eːw/ | เ–็ว               | /ew/ | eo          |
| แ–ว  | /ɛːw/ | –                 | –    | aeo         |
| –    | –     | –ิว                | /iw/ | io          |
| เ–ียว | /iaw/ | –                 | –    | iao         |
| เ–ีย  | /iːa/ | เ–ียะ              | /ia/ | ia          |
| –ัว   | /uːa/ | –ัวะ               | /ua/ | ua          |
| เ–ือ  | /ɯːa/ | เ–ือะ              | /ɯa/ | uea         |
| –าย  | /aːj/ | ไ–*, ใ–*, ไ–ย, -ัย | /aj/ | ai          |
| –อย  | /ɔːj/ | –                 | –    | oi          |
| โ–ย  | /oːj/ | –                 | –    | oi          |
| –ูย   | /uːj/ | –ุย                | /uj/ | ui          |
| เ–ย  | /ɤːj/ | –                 | –    | oei         |
| –วย  | /uaj/ | –                 | –    | uai         |
| เ–ือย | /ɯaj/ | –                 | –    | ueai        |